# Caitlin Hale
Caitlin Mariah Hale (19 de febrero de 1991 en Ansonia, Connecticut) es una actriz y cantante estadounidense. Interpretó a Marta en la película de 2003 Escuela de rock.

## Biografía
Es hija del exsenador Gary Hale y de Barbara Duncan. En 2002, Hale empezó audiciones en la ciudad de Nueva York obteniendo un pequeño papel en la telenovela All My Children. En 2003 interpretó a Marta, una de las coristas de la banda escolar en la película Escuela de rock.

## Filmografía
| Año  | Película                       | Rol        | Notas      |
| ---- | ------------------------------ | ---------- | ---------- |
| 2003 | Live with Regis and Kelly      | Ella misma | Televisión |
| 2003 | The Tonight Show with Jay Leno | Ella misma | Televisión |
| 2003 | Escuela de rock                | Marta      | Película   |